# 阿勒楚喀语
阿勒楚喀语（满语：Alcuka；Alcuha），又称阿勒楚喀满语或满语阿勒楚喀方言，是一种已灭绝的满-通古斯语系语言或满语方言，曾分布在黑龙江省哈尔滨市附近。
Hölzl (2020)中有详尽的阿勒楚喀语的介绍。

## 名称
“阿勒楚喀”是哈尔滨阿城区的曾用名。

## 系属分类
阿勒楚喀语属于满-通古斯语系满语支。其下还有满语、巴拉语、恰喀拉语。

## 记录
阿勒楚喀语在1980年代的记录有穆晔骏 (1981: 72; 1985; 1986a; 1986b; 1987; 1988）。当时，已经仅剩少数老年使用者。
池上二良 (1994, 1999: 321–343）、Hölzl (2017, 2020）亦有记载。